# Bremberg
Bremberg är en kommun och ort i Rhein-Lahn-Kreis i det tyska förbundslandet Rheinland-Pfalz. Bremberg har cirka 300 invånare.
Kommunen ingår i kommunalförbundet Verbandsgemeinde Aar-Einrich tillsammans med ytterligare 30 kommuner.

## Sevärdheter
- Klosterruine Brunnenburg